# Happy Lucky Kirakira Lucky
Singles de POP (Period Of Plastic 2 Mercy)
UNIT
(6 janvier 2015) Queen Of POP
(15 mars 2016)
Happy Lucky Kirakira Lucky est le troisième single du groupe féminin japonais Pla2me, en fait le premier attribué à POP (Period Of Plastic 2 Mercy), sorti en décembre 2015.

## Détails du single
Le single sort en une seule édition sur le label T-Palette Records le 8 décembre 2015 et atteint la 24e place du classement hebdomadaire des ventes de l'Oricon.
C’est le 1er single de POP sous son nouveau nom. Il est le 3e single du groupe d'idols (les deux premiers étaient sortis par le groupe sous le nom de Pla2me). Les nouveaux membres   font leur première apparition sur un single su groupe et leur deuxième apparition sur un disque du groupe. Il est le premier disque sans le membre d'origine Mari Mizuta qui a quitté le groupe en mai 2015.
Le CD contient la chanson-titre, une chanson face B Alarm, ainsi que leurs versions instrumentales.

## Clip vidéo
Dans le clip vidéo, les membres du groupe chantent et dansent pour montrer leur joie et leur énergie. Elles sont vêtues d’un habit de couleurs vives, chacune des filles est associée à une couleur. Elles jouent également avec des marionnettes impruntant leur image.

## Liste des titres
| 1. | Happy Lucky Kirakira Lucky                |  |
| 2. | Alarm                                     |  |
| 3. | Happy Lucky Kirakira Lucky (instrumental) |  |
| 4. | Alarm (instrumental)                      |  |